# Людожер (фільм, 1991)
 «Людоже́р» — радянський художній фільм 1991 року режисера Геннадія Земеля. Сюжет художнього фільму прив'язаний до реальної події — найбільшого повстання ув'язнених 1954 року в Казахстані. Фільм знімався в місті Балхаш на території Балхаського відділення Степлага, що добре зберігся. Зйомки проводилися на спеціальній кіноплівці з метою домогтися «жовтого» зображення — ефект документального фільму. Під час серпневого путчу зйомки фільму були припинені, а плівку закопали в землю.

## Сюжет
Фільм починається з розповіді літньої людини своєму синові, під час польоту на вертольоті (в 1990-ті роки), про історію своєї втечі з табору, коли він намагався врятувати свого батька. Далі сюжет фільму переміщається в минуле. На тлі колон ув'язнених, що йдуть через піски, з'являються титри «Казахстан, 1954 року», після прологу ще один напис «16 травня». Місце і дата відсилають до конкретної історичної події Кенгірського повстання.
У 1950-ті роки молодий військовослужбовець внутрішніх військ у званні лейтенанта приїжджає з Москви в Казахстан на практику у виправно-трудовий табір. Його завданням було розслідування справи ув'язненого, який під час втечі з табору вбив і з'їв свого супутника. Цей вчинок він не може зрозуміти. Пізніше він потрапляє сам до табору, де в цей час відбувається жорстоке придушення повстання в'язнів. Втікачі батько й син потрапляють у критичні умови, які змушують батька заподіяти собі смерть, а сина — з'їсти його труп, щоб вижити в пустелі.

## У ролях
- Володимир Талашко — капітан Окунєв
- Герман Качин — майор Терешко
- Олексій Шемес — Чубкін
- Петро Дербеньов — полковник Кочетов
- Олег Гущин — юрист Кочетов
- Віктор Гавришев — Антанас Бучіс
- Руслан Наурбієв — Алимбек Худаєв
- Дімаш Ахімов — Торгай Кемельбаєв
- Микола Рябичін — Зінчук
- Федір Любецький — Іштван Корда
- Олексій Рєзнік — Яшка Буковинець
- Нуржуман Ихтимбаев — зек-азиат
- Анатолій Карельський — начальник табору
- Валерій Саулов — лейтенант Коркін
- Ібрагим Беков — капітан Бутурлін
- Володимир Севастьянов — Тит Тромм
- Сергій Бєльський — Хеймо Рустінен
- Леонтій Полохов — полковник Кузнецов
- Вікторія Лейн — Гражина
- Абесалом Лорія — професор Куборєв
- Андрей Мороз — Кастусь
- Григорій Епштейн — отець Пафнутій
- Андрій Карпов — Корж-Пахан
- Таїсія Славинська — Галя Цибу
- Валентина Масенко — Олеся
- Євген Лопаткін — Семен Книш
- Юрій Нездименко — француз
- Марія Капніст — стара політкаторжанка
- Іса Гулієв — сержант-кавказець
- В. Бурцев — епізод
- Є. Вовнова — епізод
- Р. Гіматдінов — епізод
- І. Горшков — епізод
- А. Ізмайлов — епізод
- Ю. Коньонкін — епізод
- В. Коробка — епізод
- О. Матвєєв — епізод
- Т. Махамбетов — епізод
- Анатолій Підгородецький — епізод
- О. Полторатських — епізод
- А. Полохов — епізод
- А. Суйкова — епізод
- Ш. Хакімжанов — епізод
- Є. Ісмагулов — епізод

## Знімальна група
- Автор сценарію і режисер-постановник: Геннадій Земель
- Оператор-постановник: Раймондс Рітумс
- Художник-постановник: Віктор Ледньов
- Художники по костюмам:
  - Є. Ігошина
  - Т. Сковородько
- Звукооператор: В. Мильников
- Режисери:
  - Р. Акбердієва
  - М. Смагулов
- Оператор: В. Ємельянов
- Асистенти оператора: А. Добровольський, С. Кельдибаєв
- Монтаж:
  - М. Поднієце
  - Д. Круміня
- Грим: Є. Старикова
- Комбіновані зйомки: В. Ємельянов
- Спецефекти: С. Куликовський
- Художник-фотограф: І. Сиротін
- Група каскадерів під керівництвом Леоніда Ісаченка
- Директори картини:
  - Булат Іскаков
  - Мурат Шайдінов